# 亚历山大·西佳金
亚历山大·根纳季耶维奇·西佳金（羅馬化：Aleksandr Gennad'yevich Sidyakin；1977年11月17日—）是俄罗斯政治人物，第六届、第七届和第八届国家杜马议员。
1999年，他毕业于特维尔国立大学，获得法学学位。2003年，他加入俄罗斯养老金领取者党，该党此后并入公正俄罗斯党。2011年，他加入全俄人民阵线，并获得统一俄罗斯党提名成为第六届国家杜马议员。2016年，他连任第七届国家杜马议员。2023年，西佳金接任伊戈尔·卡斯秋克维奇成为第八届国家杜马议员，后者转任为联邦委员会议员。

## 制裁
西佳金于2022年因俄乌战争而受到英国政府制裁。